# 河上敬子
河上 敬子（かわかみ けいこ、1931年3月11日 - ）は、日本の元女優・タレント。芸能活動と並行して医学を学び、芸能界引退後に医師となった。
東京女子医科大学卒業後、慶應義塾大学医学部で学ぶかたわら、日活と契約し映画女優としてデビュー。1956年に出版したエッセイ『女だけの部屋』が、芸能界の裏面を暴露する内容であったことからベストセラーとなったほか、テレビやラジオ番組の医療コメンテーターとして活動した。
1950年代末に芸能活動を休止し、以降は医業に専念。1965年に『週刊現代』のインタビューに答えたのを最後にメディアには現れていない。

## 出演映画
- 沙羅の花の峠（1955年 山村聡監督 日活）[5]
- 太陽の季節（1956年 古川卓巳監督 日活） - ミッチー 役[6]
- 坊ちゃんの逆襲（1956年 近江俊郎監督 富士映画） - 河上医院院長 役[7]
- 東京のテキサス人（1957年 小田基義監督 東京映画） - おでん 役[8]
- 犯罪地帯を探せ（1958年 森園忠監督 日米映画・日本テレビ） - 重田笙子 役[9]
- 蜘蛛男（1958年 山本弘之監督 新映画社）明智淳子 役[10]

## 著書
- 女だけの部屋（四季社 1956年）
- 本日往診 聞きますわよ（四季社 1957年）